# Barkerhebel

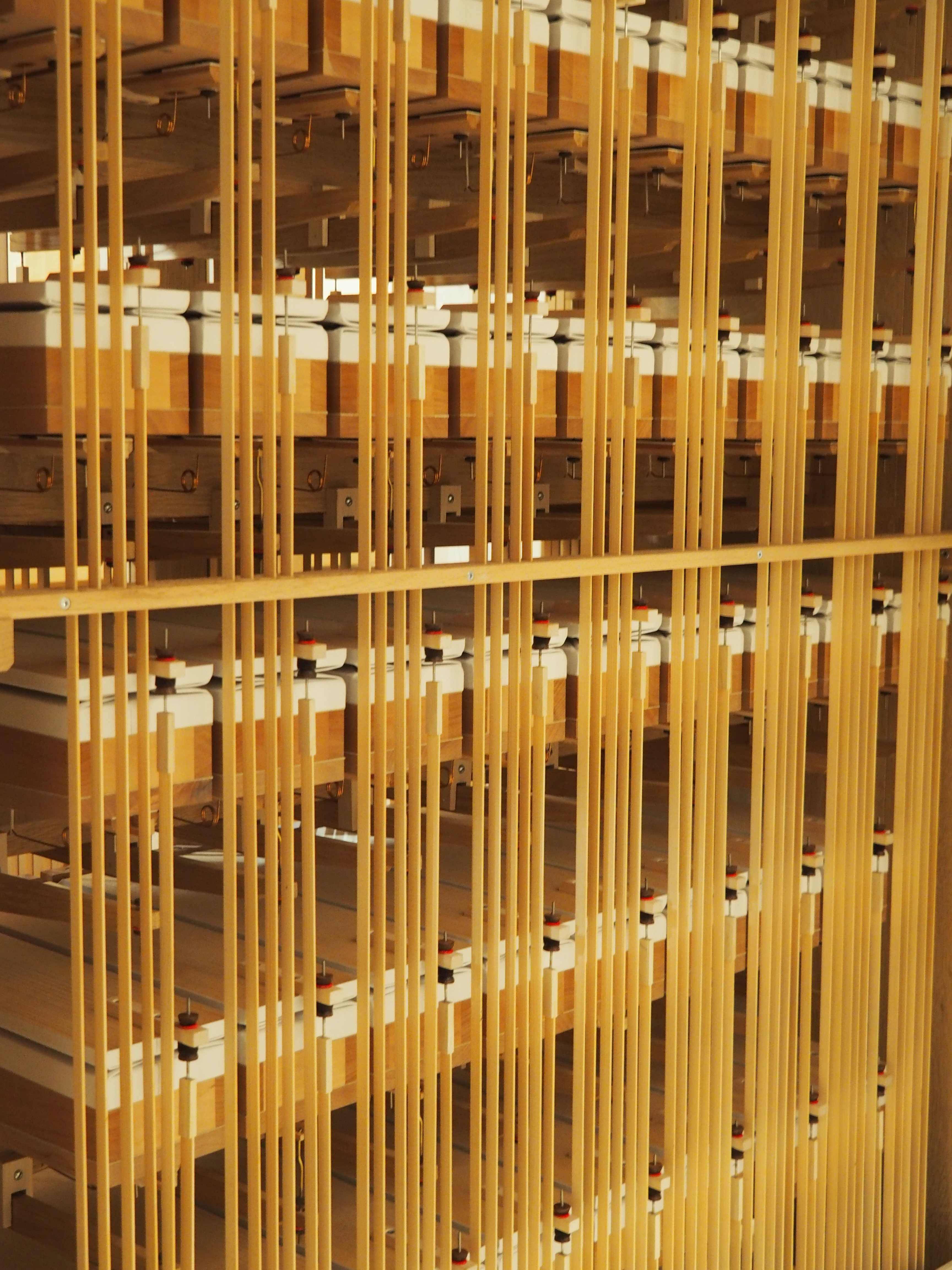
Barkermaschine

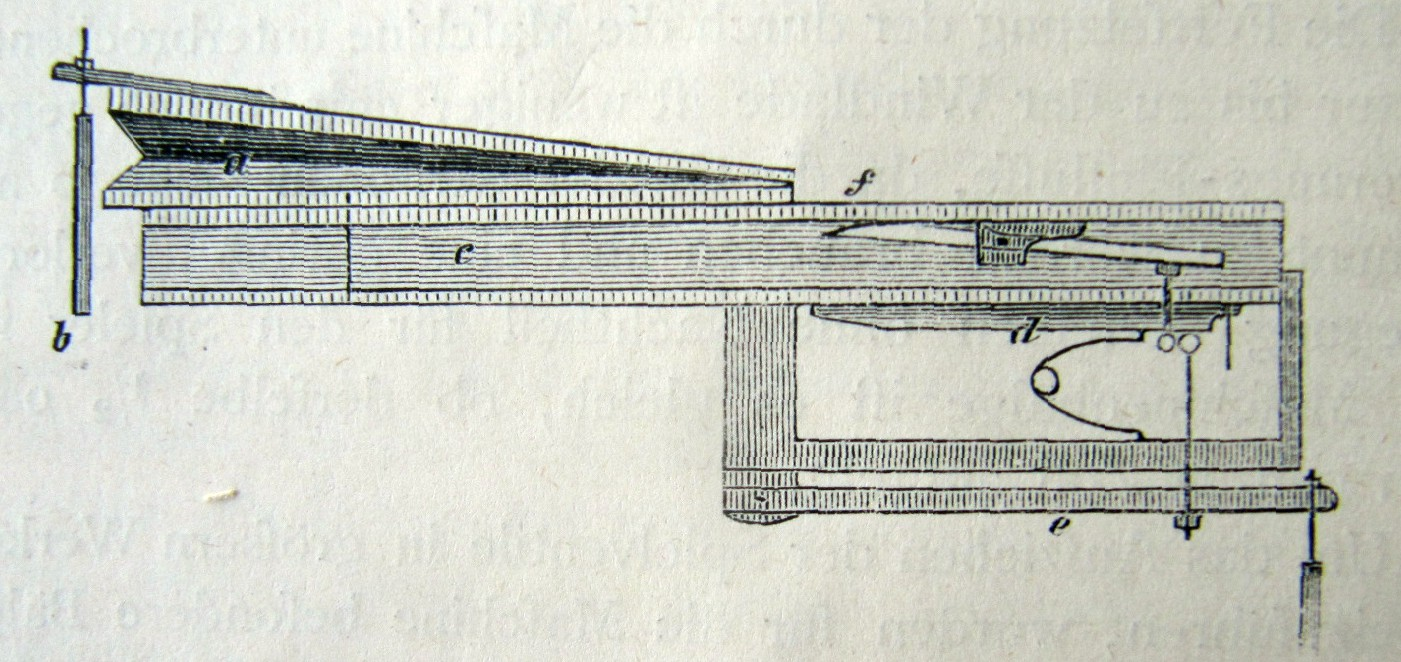
Schnittzeichnung

Funktionsskizze

Der Barkerhebel (auch Barkermaschine) ist ein pneumatisches Relais, welches im Orgelbau Verwendung findet, um die erforderlichen Kräfte zur Öffnung eines Tonventiles zu reduzieren.
Die Vorrichtung wurde seit 1832 von dem englischen Orgelbauer Charles Spackman Barker (1804–1879) entwickelt; er selbst nannte sie „pneumatische Maschine“. Anstoß für seine Erfindung war der Umstand, dass große mechanische Orgeln im 19. Jahrhundert oft nur mit erheblichem Kraftaufwand zu spielen waren. Daher wollte er den vom Spieler auf die Taste auszuübenden Druck verringern.
Die Barkermaschine funktioniert so, dass durch das Drücken einer Taste nicht direkt das Pfeifenventil geöffnet wird, sondern ein Ventil in einer zusätzlichen Windlade, der so genannten Spielwindlade. Dadurch wird ein kleiner Arbeitsbalg aufgeblasen, der dann die eigentliche Tontraktur zieht. Der Vorteil eines geringeren Druckpunktes wird allerdings dadurch erkauft, dass der Ton mit einer gewissen Verzögerung anspricht. Auch geht, im Gegensatz zu anderen Spielhilfen wie z. B. dem Vorventil, die direkte Verbindung zwischen Taste und Ventil verloren.